# William James Bryan
William James Bryan, född 10 oktober 1876 nära Fort Mason, Florida, död 22 mars 1908 i Washington, D.C., var en amerikansk demokratisk politiker. Han representerade delstaten Florida i USA:s senat från 26 december 1907 fram till sin död. Han var bror till Nathan P. Bryan som var senator för Florida 1911–1917.
Bryan avlade 1896 grundexamen vid Emory College (numera Emory University) och 1899 juristexamen vid Washington and Lee University. Han inledde sedan sin karriär som advokat i Jacksonville, Florida. Han var Napoleon B. Browards kampanjchef i guvernörsvalet 1904. Broward utnämnde Bryan till senaten i december 1907. Han avled i ämbetet mindre än fyra månader senare och är gravsatt på Evergreen Cemetery i Jacksonville.